# Ходжік
Ходжік або Лчашен (азерб. Xocik, вірм. Լճաշեն) — село в Кубатлинському районі Азербайджану.
Лчашен розміщений на лівому березі річки Акарі, за 40 км на південь від міста Бердзора. Згідно з юрисдикцією Нагірно-Карабаської Республіки село підпорядковується сільраді села Айґеховіт, що розташоване на захід.

## Історія
Село засноване в 2000 році та було електрифіковане лише 2011 року.
У складі невизнаної НКР село називалося Лчашен. 
9 листопада 2020 року в ході Другої Карабаської війни було визволене Збройними силами Азербайджану та перейменоване на Ходжік.